# 第31普通科連隊
第31普通科連隊（だいさんじゅういちふつうかれんたい、JGSDF 31st Infantry Regiment）は、陸上自衛隊武山駐屯地（神奈川県横須賀市）に駐屯する東部方面混成団隷下の普通科連隊（コア部隊）である。

## 概要
連隊本部、本部管理中隊、5個普通科中隊および重迫撃砲中隊から編成され、即応予備自衛官を主体として構成される。連隊長は、1等陸佐（二）をもって充てられる。
富士地区演習場、朝霞駐屯地内にある予備自衛官センター等を主要訓練場としている。

## 沿革
第31普通科連隊
- 1962年（昭和37年）
  - 1月18日：第2普通科連隊第1大隊を母体に習志野駐屯地において編成完結。
  - 11月26日：習志野駐屯地から朝霞駐屯地に移駐。
- 1964年（昭和39年）8月15日：東京オリンピック支援（10月26日まで、連隊長がライフル射撃支援隊長を兼補）。
- 1992年（平成04年）3月27日：第1師団の近代化改編により、自動車化連隊に改編。
- 2002年（平成14年）3月27日：第1師団の政経中枢師団化による改編。

1. 即応予備自衛官主体のコア部隊に改編。
2. 重迫撃砲中隊を廃止し、第5普通科中隊を新編。
3. 朝霞駐屯地から武山駐屯地に移駐し、神奈川県警備隊区担任部隊に指定（第1教育団から移管）。
4. 整備部門を第1後方支援連隊第2整備大隊第2普通科直接支援隊へ移管。

- 2011年（平成23年）4月22日：部隊改編。

1. 第1師団隷下から東部方面混成団隷下に編成替え。
2. 重迫撃砲中隊を再編成。
3. 整備支援は、第1後方支援連隊第2整備大隊第2普通科直接支援隊から東部方面後方支援隊第302普通科直接支援中隊へ移管。

- 2018年（平成30年）3月27日：神奈川警備隊区担当部隊の任を解かれる（東部方面混成団本部に移管）[1]。

## 部隊編成
- 第31普通科連隊本部
- 本部管理中隊「31普-本」 -（武山駐屯地）
  - 中隊本部
  - 連隊本部班：82式指揮通信車
  - 情報小隊：軽装甲機動車、偵察用オートバイ
  - 施設作業小隊
  - 通信小隊
  - 補給小隊：3 1/2tトラック
  - 衛生小隊：1トン半救急車
- 第1普通科中隊「31普-1」：高機動車 -（板妻駐屯地）
- 第2普通科中隊「31普-2」：高機動車 -（朝霞駐屯地）
- 第3普通科中隊「31普-3」：高機動車 -（朝霞駐屯地）
- 第4普通科中隊「31普-4」：高機動車 -（習志野駐屯地）
- 第5普通科中隊「31普-5」：高機動車 -（勝田駐屯地・朝霞駐屯地）
- 重迫撃砲中隊「31普-重」：120mm迫撃砲 RT -（北富士駐屯地）

（　）内は訓練時に出張する駐屯地である。

## 整備支援部隊
- 第1後方支援連隊第2整備大隊第2普通科直接支援隊「1後支-2整-2」（武山駐屯地）：2002年（平成14年）3月27日から2011年（平成23年）4月21日の間。
- 東部方面後方支援隊第302普通科直接支援中隊「302普直支」（武山駐屯地）：2011年（平成23年）4月22日から

## 主要幹部
| 官職名           | 階級    | 氏名     | 補職発令日     | 前職                                 |
| ---------------- | ------- | -------- | -------------- | ------------------------------------ |
| 第31普通科連隊長 | 1等陸佐 | 新田幸司 | 2024年08月01日 | 普通科教導連隊長 兼 滝ヶ原駐屯地司令 |

| 代 | 氏名       | 在職期間                        | 前職                                    | 後職                                  |
| -- | ---------- | ------------------------------- | --------------------------------------- | ------------------------------------- |
| 01 | 吉田啓三   | 1962年01月18日 - 1963年03月15日 | 第2普通科連隊付                         | 陸上自衛隊幹部学校学校教官            |
| 02 | 上田泰弘   | 1963年03月16日 - 1964年05月31日 | 航空幕僚監部人事教育部人事課長          | 1等空佐に任命 中部航空方面隊司令部付  |
| 03 | 倉重翼     | 1964年06月01日 - 1966年03月15日 | 防衛研修所所員                          | 陸上幕僚監部第1部副部長               |
| 04 | 古井貞方   | 1966年03月16日 - 1968年03月15日 | 東北方面総監部第2部長                   | 第7師団司令部幕僚長                   |
| 05 | 田原隆壽   | 1968年03月16日 - 1970年03月15日 | 陸上自衛隊幹部学校勤務                  | 陸上自衛隊化学学校副校長 兼 企画室長  |
| 06 | 栗田裕夫   | 1970年03月16日 - 1972年03月15日 | 統合幕僚会議事務局第5幕僚室勤務         | 陸上自衛隊幹部学校学校教官            |
| 07 | 井瀬洋夫   | 1972年03月16日 - 1974年03月15日 | 第10師団司令部第3部長                   | 中部方面総監部第1部勤務               |
| 08 | 小滝誠     | 1974年03月16日 - 1976年08月01日 | 東部方面総監部第3部勤務                 | 陸上自衛隊化学学校副校長 兼 企画室長  |
| 09 | 田邉悟     | 1976年08月02日 - 1978年03月15日 | 陸上幕僚監部第2部付                     | 陸上幕僚監部調査部調査第2課長         |
| 10 | 小野雅章   | 1978年03月16日 - 1979年07月31日 | 自衛隊島根地方連絡部長                  | 第1教育団副団長                       |
| 11 | 源川幸夫   | 1979年08月01日 - 1981年08月14日 | 陸上幕僚監部付                          | 陸上幕僚監部人事部補任課長            |
| 12 | 久我幹生   | 1981年08月15日 - 1982年06月30日 | 陸上幕僚監部調査部付                    | 西部方面総監部幕僚副長 （陸将補昇任） |
| 13 | 平野浤治   | 1982年07月01日 - 1985年03月15日 | 陸上幕僚監部調査部付                    | 陸上幕僚監部調査部調査第2課長         |
| 14 | 緒方宏     | 1985年03月16日 - 1988年03月15日 | 陸上幕僚監部調査部調査第2課 調査第1班長 | 防衛大学校教授                        |
| 15 | 梅田恒通   | 1988年03月16日 - 1990年07月31日 | 第6師団司令部第3部長                    | 東北方面総監部調査部長                |
| 16 | 小早川達彦 | 1990年08月01日 - 1992年11月30日 | 第3師団司令部第3部長                    | 自衛隊長野地方連絡部長                |
| 17 | 圓藤春喜   | 1992年12月01日 - 1994年07月31日 | 第11師団司令部第3部長                   | 北部方面総監部人事部長                |
| 18 | 森村正昭   | 1994年08月01日 - 1997年06月30日 | 西部方面総監部人事部人事課長            | 中央システム管理隊長                  |
| 19 | 檜垣司     | 1997年07月01日 - 2000年06月29日 | 中部方面総監部装備部後方運用課長        | 相馬原駐屯地業務隊長                  |
| 20 | 太田康和   | 2000年06月30日 - 2003年03月31日 | 陸上自衛隊業務学校学校教官              | 自衛隊茨城地方連絡部長                |
| 21 | 尾崎裕     | 2003年04月01日 - 2005年03月27日 | 陸上自衛隊研究本部研究員                | 東部方面指揮所訓練支援隊長            |
| 22 | 土屋哲郎   | 2005年03月28日 - 2007年03月31日 | 統合幕僚学校学校教官                    | 陸上自衛隊富士学校普通科部副部長      |
| 23 | 菊池政巳   | 2007年04月01日 - 2009年08月01日 | 陸上自衛隊少年工科学校 第1教育部長      | 退職（勧奨）                          |
| 24 | 重岡良昭   | 2009年08月01日 - 2012年07月31日 | 陸上自衛隊富士学校普通科部 研究課長     | 防衛研究所教育部教育課程運営室長      |
| 25 | 根本博之   | 2012年08月01日 - 2015年07月31日 | 統合幕僚学校教育課第2教官室 学校教官    | 自衛隊静岡地方協力本部長              |
| 26 | 大谷正道   | 2015年08月01日 - 2017年03月22日 | 陸上自衛隊東北補給処装備計画部 企画課長 | 東北方面後方支援隊副隊長              |
| 27 | 矢野哲也   | 2017年03月23日 - 2019年12月19日 | 陸上自衛隊小平学校語学教育部長          | 東北方面指揮所訓練支援隊長            |
| 28 | 川村恭也   | 2019年12月20日 - 2022年07月31日 | 仙台駐屯地業務隊長                      | 陸上自衛隊関東補給処総務部長          |
| 29 | 中嶋豊     | 2022年08月01日 - 2024年07月31日 | 中部方面指揮所訓練支援隊長              | 部隊訓練評価隊長                      |
| 30 | 新田幸司   | 2024年08月01日 -                | 普通科教導連隊長 兼 滝ヶ原駐屯地司令    |                                       |

## 主要装備
- 軽装甲機動車
- 高機動車
- 1/2tトラック / 73式小型トラック
- 1 1/2tトラック / 73式中型トラック
- 3 1/2tトラック / 73式大型トラック
- 89式5.56mm小銃
- 64式7.62mm小銃
- 5.56mm機関銃MINIMI
- 12.7mm重機関銃
- 対人狙撃銃　レミントン M24 SWS
- 9mm拳銃
- 110mm個人携帯対戦車弾LAM　パンツァーファウスト3
- 01式軽対戦車誘導弾
- 81mm迫撃砲 L16
- 120mm迫撃砲 RT

## 廃止（改編）部隊
- 2002年（平成14年）3月27日廃止
  - 第31普通科連隊本部管理中隊管理整備小隊「31普-本」（朝霞駐屯地）：整備部門を第1後方支援連隊第2整備大隊第2普通科直接支援隊へ移管。
  - 第31普通科連隊重迫撃砲中隊「31普-重」（朝霞駐屯地）：2011年（平成23年）4月22日に再編成。

## 警備隊区
神奈川県東部の6市1町。横須賀市・横浜市・川崎市・鎌倉市・逗子市・三浦市・葉山町